# RIZIN.1
トップ Presents RIZIN.1（トップ・プレゼンツ・ライジン・ワン）は、日本の総合格闘技団体「RIZIN」の大会の一つ。
2016年4月17日に愛知県名古屋市の名古屋市総合体育館（日本ガイシホール）で開催された。

## 大会概要
本大会のキャッチコピーは「元気の出る格闘技」。
本大会では藤田和之とイリー・プロハースカによる110kg契約ワンマッチが組まれた。
第6試合終了後には同年2月11日に肺炎による心不全で死去したケビン・ランデルマンの追悼セレモニーが行われた。

## 試合結果
第1試合 キックボクシングルール 60.0kg契約ワンマッチ 3分3R
○  悠矢 vs.  祐毅 ×
1R 1:06 TKO（3ノックダウン）
第2試合 キックボクシングルール 73.0kg契約ワンマッチ 3分3R
○  ダニロ・ザノリニ vs.  網本規久 ×
1R 2:19 TKO（3ノックダウン）
第3試合 キックボクシングルール 64.0kg契約ワンマッチ 3分3R
○  大和哲也 vs.  山口裕人 ×
1R 2:37 TKO（3ノックダウン）
第4試合 女子MMAルール 53.0kg契約ワンマッチ 5分3R
○  村田夏南子 vs.  ナタリア・デニソヴァ ×
3R終了 判定3-0
第5試合 MMAルール 56.7kg契約ワンマッチ 1R10分/2･3R5分
－  元谷友貴 vs.  アラン・ナシメント －
元谷のドクターストップにより中止
第6試合 MMAルール 81.7kg契約ワンマッチ 1R10分/2･3R5分
×  悠太 vs.  加藤久輝 ○
1R 1:04 TKO（左アッパー→パウンド）
第7試合 MMAルール 120.0kg契約ワンマッチ 1R10分/2･3R5分
○  キリル・シデルニコフ vs.  クリス・バーネット ×
3R終了 判定2-1
第8試合 MMAルール 70.3kg契約ワンマッチ 1R10分/2･3R5分
○  ダロン・クルックシャンク vs.  佐々木信治 ×
1R 4:36 TKO（サッカーボールキック）
第9試合 SBルール 51.0kg契約ワンマッチ 3分3R
○  RENA vs.  シンディ・アルベス ×
3R終了 判定3-0（30-28、30-27、30-26）
第10試合 グラップリングダブルバウト 15分3本勝負
△  桜庭和志 &  所英男 vs.  ヴァンダレイ・シウバ &  田村潔司 △
15分終了 時間切れ
第11試合 女子MMAルール 無差別級ワンマッチ 5分3R
○  ギャビ・ガルシア vs.  アンナ・マリューコヴァ ×
2R 2:04 腕ひしぎ十字固め
第12試合 MMAルール 98.0kg契約ワンマッチ 1R10分/2･3R5分
○  テオドラス・オークストリス vs.  シング・心・ジャディブ ×
3R終了 判定3-0
第13試合 MMAルール 93.0kg契約ワンマッチ 1R10分/2･3R5分
×  ワジム・ネムコフ vs.  カール・アルブレックソン ○
3R終了 判定1-2
第14試合 MMAルール 110.0kg契約ワンマッチ 1R10分/2･3R5分
○  イリー・プロハースカ vs.  藤田和之 ×
1R 3:18 TKO（右フック）